# أنكوس ماركيوس
أنكوس ماركيوس هو رابع ملوك روما الأسطوريين وحكم بين عامي 640 – 616 قبل الميلاد وهو حفيد نوما بومبيليوس وكان محبا للسلام والدين مثل جده ولكنه دخل الحروب ليحمي منطقته، وهزم اللاتينيين ونقل جزءا منهم إلى روما وحصن اليانيكولوم وصنع جسرا خشبيا على التيبر وأسس ميناء أوستيا وبنى سجنا ومعامل للملح.
يعتبر أنكوس ماركيوس نسخة من نوما بومبيليوس، ويظهر هذا باسمه الثاني نوما ماركيوس، ويسمى في النصوص القديمة "حبر نوما بومبيليوس والمؤتمن عليه"، ويمثل في الرسومات القديمة كراهب. وتعرفه الأساطير أيضا بأنه باني جسور (وهو معنى كلمة حَبر باللاتينية pontifex) وقد بنى أول جسر خشبي على نهر التيبر. ويظهر الشبه أكثر بين الشخصيتين من خلال الأعمال الرهبانية لأنكوس. ومثل جده نوما فقد مات أنكوس ميتة طبيعية وخلفه على العرش تاركوينيوس بريسكوس.